# Fußball-Südasienmeisterschaft 2009
Die achte  Fußball-Südasienmeisterschaft, offiziell South Asian Football Federation Cup 2009, fand vom 4. bis zum 13. Dezember in Bangladesch statt. Acht Mannschaften aus dem südasiatischen Raum spielten hier um den Titel des Südasienmeisters. 
Obwohl nur mit einer Nachwuchsmannschaft (U-23) angetreten, konnte sich Indien die Meisterschaft zum fünften Mal sichern. Im Finale besiegten die Inder den Titelverteidiger von den Malediven mit 3:1 im Elfmeterschießen. 
Bangladesch richtete das Turnier nach der fünften Auflage (2003) zum zweiten Mal aus. Damals gewann die Nationalmannschaft des Gastgebers das Finale gegen die Malediven im Elfmeterschießen. Ursprünglich sollte diese Meisterschaft in Indien stattfinden, da sich der indische Fußballverband auf keinen endgültigen Termin festlegen und das Turnier nicht wie von den anderen Verbänden gefordert auf den Januar 2010 verlegen konnte, bewarben sich Nepal und Bangladesch erneut um die Ausrichtung der Endrunde. Auch die angespannte politische Lage zwischen Pakistan und Indien nach den Anschlägen in Mumbai erschien ein Grund für die Verlegung zu sein. Ende August 2009 wurde Bangladesch schließlich zum neuen Gastgeber bestimmt.

## Gruppen
Die acht teilnehmenden Mannschaften wurden in zwei Gruppen mit jeweils vier Mannschaften eingeteilt. In der Gruppenphase spielten die Mannschaften im Liga-System jeweils einmal gegeneinander. Der Gruppensieger und der Zweitplatzierte erreichten das Halbfinale, die Gewinner der Halbfinalspiele trugen das Finale aus. Ein Spiel um den dritten Platz fand nicht statt.
Die Auslosung der Gruppen fand am 3. Oktober 2009 im Sheraton Hotel von Dhaka statt. Es ergaben sich folgende Gruppen:
| Gruppe A    | Gruppe B    |
| ----------- | ----------- |
| Malediven   | Sri Lanka   |
| Indien      | Bangladesch |
| Afghanistan | Pakistan    |
| Nepal       | Bhutan      |

## Spiele und Ergebnisse

### Gruppe A
| Pl. | Land        | Sp. | S | U | N | Tore    | Diff. | Punkte |
| --- | ----------- | --- | - | - | - | ------- | ----- | ------ |
| 1.  | Malediven   | 3   | 2 | 1 | 0 | 006:200 | +4    | 07     |
| 2.  | Indien      | 3   | 2 | 1 | 0 | 002:200 | ±0    | 07     |
| 3.  | Nepal       | 3   | 1 | 1 | 1 | 004:200 | +2    | 04     |
| 4.  | Afghanistan | 3   | 0 | 0 | 3 | 001:700 | −6    | 0      |

|                  |   |             |     |
| 5. Dezember 2009 |   |             |     |
| Malediven        | – | Nepal       | 1:1 |
| Indien           | – | Afghanistan | 1:0 |
| 7. Dezember 2009 |   |             |     |
| Afghanistan      | – | Malediven   | 1:3 |
| Nepal            | – | Indien      | 0:1 |
| 9. Dezember 2009 |   |             |     |
| Malediven        | – | Indien      | 2:0 |
| Afghanistan      | – | Nepal       | 0:3 |

### Gruppe B
| Pl. | Land        | Sp. | S | U | N | Tore    | Diff. | Punkte |
| --- | ----------- | --- | - | - | - | ------- | ----- | ------ |
| 1.  | Bangladesch | 3   | 2 | 1 | 0 | 006:200 | +4    | 07     |
| 2.  | Sri Lanka   | 3   | 2 | 1 | 0 | 008:200 | +6    | 07     |
| 3.  | Pakistan    | 3   | 1 | 1 | 1 | 007:100 | +6    | 04     |
| 4.  | Bhutan      | 3   | 0 | 0 | 3 | 001:170 | −16   | 0      |

|                  |   |             |     |
| 4. Dezember 2009 |   |             |     |
| Bangladesch      | – | Bhutan      | 4:1 |
| Sri Lanka        | – | Pakistan    | 1:0 |
| 6. Dezember 2009 |   |             |     |
| Bhutan           | – | Sri Lanka   | 0:6 |
| Pakistan         | – | Bangladesch | 0:0 |
| 8. Dezember 2009 |   |             |     |
| Pakistan         | – | Bhutan      | 7:0 |
| Bangladesch      | – | Sri Lanka   | 2:1 |

### Halbfinale
|                   |   |           |     |
| 11. Dezember 2009 |   |           |     |
| Malediven         | – | Sri Lanka | 5:1 |
| Bangladesch       | – | Indien    | 0:1 |

### Finale
|                   |   |        |                      |
| 13. Dezember 2009 |   |        |                      |
| Malediven         | – | Indien | 0:0 n. V., 1:3 i. E. |

Besondere Ereignisse: Im Elfmeterschießen parierte Arindam Bhattacharya zwei Schüsse.